# Ambla (gemeente)
Ambla (Estisch: Ambla vald) is een voormalige gemeente in de Estlandse provincie Järvamaa. De gemeente telde 1954 inwoners op 1 januari 2017 en had een oppervlakte van 166,6 km². In oktober 2017 ging de gemeente op in de fusiegemeente Järva.
Tot de landgemeente behoorden tien dorpen en drie wat grotere plaatsen met de status van alevik (vlek): het hoofddorp Ambla, Aravete en Käravete. Bijna de helft van de inwoners van Ambla vald woonde in Aravete.

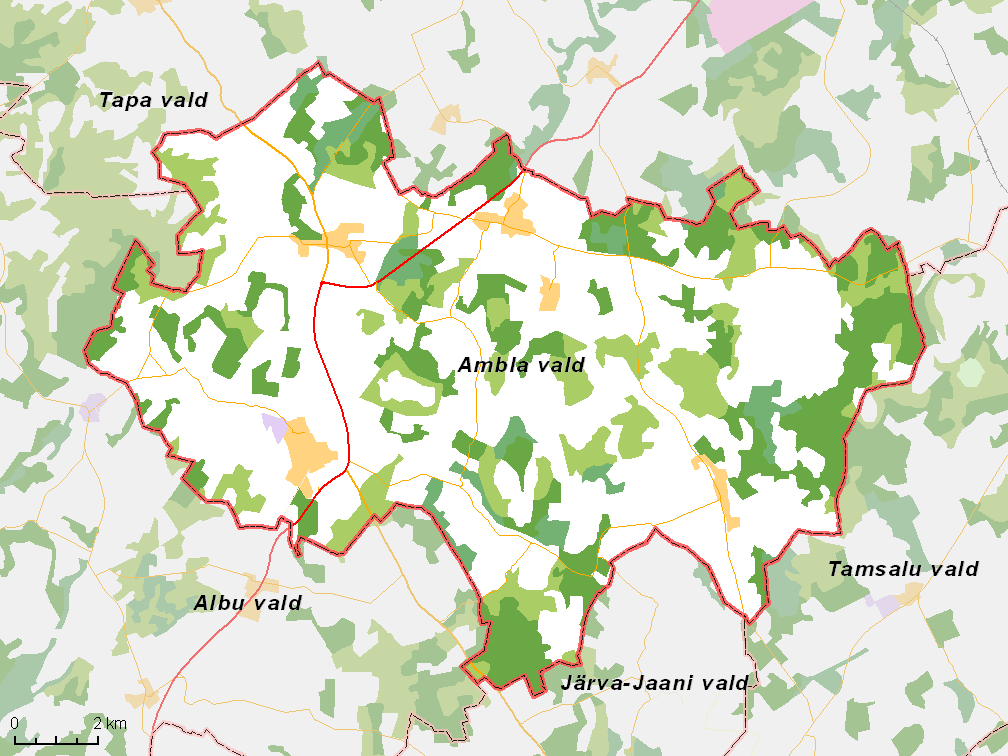
De gemeente met omliggende gemeenten, situatie begin 2017

- Virtual International Authority File: 7692150470102004330006